# Speak - Le parole non dette
Speak - Le parole non dette è un film per la televisione del 2004 diretto da Jessica Sharzer.
Il film si basa sull'omonimo romanzo di Laurie Halse Anderson, pubblicato nel 1999. Dal 14 ottobre 2009 è stato messo in commercio nelle librerie italiane un cofanetto contenente film e romanzo.

## Trama
Melinda Sordino ha quattordici anni e un terribile segreto. L'estate prima di entrare al liceo, durante una festa, viene violentata da uno dei ragazzi più popolari della scuola, Andy Evans. Ancora sconvolta, Melinda chiama la polizia, e nel fuggi fuggi generale non riesce a confessare la violenza subita. Quando pochi giorni dopo le amiche di Melinda scoprono che è stata lei a chiamare la polizia e a rovinare il party, non pensano a chiederle spiegazioni, ma la maltrattano e smettono addirittura di salutarla. Melinda si isola e comincia ad avere difficoltà a parlare sia a scuola che a casa. Iniziato il liceo, si trova immersa in un clima di diffidenza e subisce atti di bullismo dato che le sue ex amiche hanno diffuso la voce dell'accaduto durante l'estate, facendole guadagnare la reputazione di guastafeste. Solo le attenzioni di un insegnante d'arte e l'amicizia con un suo compagno di classe, Dave, riusciranno a far emergere la triste verità. Alla fine della scuola Melinda confessa di essere stata violentata ad una delle sue ex amiche, che però è fidanzata proprio con il ragazzo colpevole della violenza. Il giovane lo viene a sapere e per rabbia tenta di nuovo di abusare di Melinda. Fortunatamente le sue ex amiche la trovano e la salvano. In seguito il preside, venuto a conoscenza di tutta la vicenda, chiama la madre della protagonista e Melinda finalmente riesce a raccontare tutta la verità su quella festa.